# 拓跋略
拓跋略（450年代—480年2月14日），鮮卑名賀略汗，又名贺兰汗，魏文成帝拓跋濬第三子，生母曹夫人，北魏宗室、官员。

## 生平
延兴二年十一月丁亥（472年12月24日），拓跋略被侄子魏孝文帝元宏封为广川王，后官至侍中、征北大将军、中都大官，又加号车骑大将军。拓跋略个性聪明机敏，审理案件因为公平受到称道。太和四年正月乙卯（480年2月14日），拓跋略去世，谥号庄。

## 家庭

### 夫人
- 上谷侯氏，北魏平南将军、洛州刺史侯石拔之女[1]

### 兒子
- 元谐，北魏散骑常侍、武卫将军、东中郎将、广川刚王

## 延伸阅读
[在维基数据编辑]
 《魏書/卷20》，出自魏收《魏书》
 《北史/卷019》，出自李延壽《北史》